# Медвежка (гора, Новоуральский городской округ)
Медве́жка — гора на Среднем Урале, в окрестностях посёлка Мурзинка Новоуральского городского округа Свердловской области. Высота горы — 498,5 метров. На вершине сооружён знак «Европа-Азия».

## География
Гора Медвежка расположена на восточном отроге Бунарского хребта Уральских гор, в 2,5 км к северо-западу от посёлка Мурзинка при одноимённой железнодорожной станции. Гора находится на землях Новоуральского городского округа, к югу от закрытого города Новоуральска, приблизительно в 2 километрах от границы города и в 7 километрах от его центра. Высота вершины над уровнем моря — 498,5 м.
Восточная часть Медвежки занята садоводческим товариществом «Живой родник», западная — в основном хвойным лесом. На вершине горы есть небольшие скальные выходы гранитных пород. Также здесь установлен знак «Европа-Азия».
К востоку от Медвежки пролегают автодорога Новоуральск — Мурзинка и железная дорога Нижний Тагил — Екатеринбург. К западу гора при небольшом понижении высоты плавно переходит в соседнюю возвышенность. В их межгорье расположен исток реки Ольховки. Горная цепь в данной местности тянется на северо-запад, в сторону Висячего Камня.

### Путь на гору
До Медвежки можно добраться из Мурзинки, куда, в свою очередь, можно доехать на пригородном поезде из Екатеринбурга и Нижнего Тагила, а также на автобусе из Новоуральска и Первоуральска.
В Мурзинке необходимо пройти на запад по Комсомольской улице и далее около 700 м по лесной дороге в продолжении этой улицы до садов «Живой родник». Оказавшись в юго-восточном углу садоводчества, можно повернуть направо и пройти примерно 1,4 км на север по самой восточной дороге садов. Затем необходимо повернуть направо и пройти до вершины горы около 700 метров на восток по лесной дороге — северной границе садов «Живой родник».
Также до Медвежки можно добраться со стороны Висячего Камня. На автодороге, ведущей от городского КПП № 7 через стрельбище войсковой части № 3280 до садоводческого товарищества «Автозаводец-2», есть автобусная остановка «Поворот на Висячий Камень», докуда можно добраться на городском автобусе или самостоятельно. Южнее остановки перпендикулярно автодороге на восток проходит лесная просека. По ней необходимо пройти примерно 1,5 км до горы Медвежки.

## Знак «Европа-Азия»
На вершине горы Медвежки установлен металлический знак в виде трёхгранной решётчатой пирамиды высотой в 4 метра. Он символизирует прохождение через гору условной границы между Европой и Азией. Всего таких «пограничных» знаков в Новоуральском городском округе насчитывается пять.
Данный монумент был установлен в ноябре 2006 года. Автором сего творения является новоуралец Владимир Алексеевич Ломов, который придумал и установил знак вместе со своим сыном Сергеем. В изготовлении и установке знака принимали участие сотрудники соседнего санатория «Зелёный мыс». В народе знак окрестили «ломовским».
Вершину монумента венчает острый жёлтый шпиль с шипами наподобие громоотвода Невьянской башни. В верхней части конструкции прикреплён двусторонний указатель со стрелками в стороны разных частей света и надписями в виде сквозной прорезки: «Европа» на зелёном фоне и «Азия» — на красном. В нижней части знака с лицевой стороны, обращённой на юг, сделана надпись: «Медвежка 499 м»; с двух боковых сторон надписи: «Зелёный мыс. 2006», «Сварщик Долгиров Евгений. Энергетик Шультяев Г. А.»; во внутренней части: «Задумали Ломов В. А. и сын Сергей». Пирамиду обвивают ленты, выкрашенные в цвета флага России.
В сентябре 2018 года новоуральские краеведы покрасили знак, выделив ярким цветом едва заметную фамилию автора. Поверхность с фамилией энергетика Шультяева закрасили, так как, по мнению автора, участия в установке он не принимал.